# Plateau Rawson
Le plateau Rawson (en anglais : Rawson Plateau) est un massif montagneux de la chaîne de la Reine-Maud, dans la chaîne Transantarctique, en Antarctique. Son point culminant, le mont Alice Gade, s'élève à 3 410 mètres d'altitude. Il est bordé au nord par le glacier Bowman et à l'est par le glacier Amundsen. Le plateau à proprement parler, d'une longueur de 25 kilomètres, occupe la partie occidentale du massif.

## Sommets principaux
- Mont Alice Gade, 3 410 m
- Mont Hanssen, 3 280 m
- Mont Ellsworth, 2 927 m
- Pic Waugh, 2 430 m
- Mont Deardorff, 2 380 m

## Histoire
Le plateau Rawson est cartographié par l'expédition Byrd (1928-1930), par l'Institut d'études géologiques des États-Unis d'après des relevés de terrain et par l'US Navy d'après des photos aériennes (1960-1964). Il est nommé en l'honneur de Kennett L. Rawson, mécène de l'expédition Byrd puis membre de la seconde expédition en 1933-1935.